# Rio Mismar

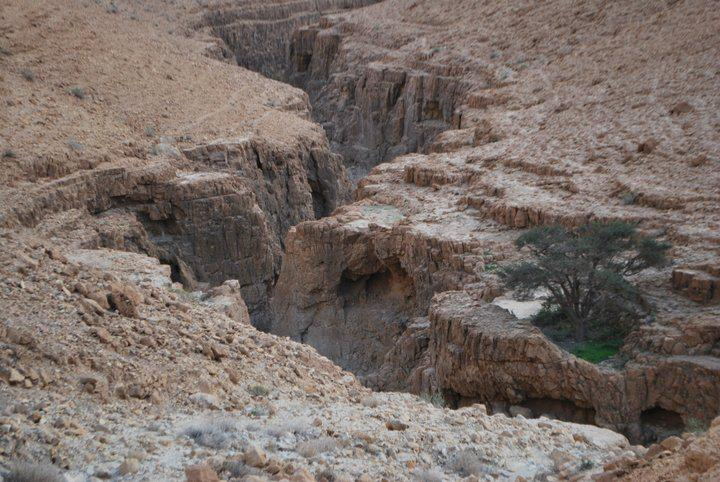
Mismar seco

Rio Mismar (em hebraico: נחל משמר; romaniz.: Nahal Mishmar) ou Uádi Maras (em árabe: مَحْرَس; romaniz.: Wadi Mahras) é um riacho sazonal (uádi) no deserto da Judeia, em Israel. Em 1961, foi identificado um depósito calcolítico perto duma caverna que foi apelidada "Caverna do Tesouro". O depósito incluia 442 objetos, a maioria em cobre, mas alguns em marfim, embrulhados num tapete de junco. Estudos com Carbono 14 estimam que os itens foram produzidos antes de 3 500 a.C., o que os faz ter mais de 5 500 anos.